# Diócesis de Ikot Ekpene
La diócesis de Ikot Ekpene (en latín: Dioecesis Ikotekpenensis y en inglés: Roman Catholic Diocese of Ikot Ekpene) es una circunscripción eclesiástica de la Iglesia católica en Nigeria. Se trata de una diócesis latina, sufragánea de la arquidiócesis de Calabar. Desde el 16 de julio de 2010 su obispo es Camillus Raymond Umoh.

## Territorio y organización
La diócesis tiene 2263 km² y extiende su jurisdicción sobre los fieles católicos de rito latino residentes en la parte occidental del estado de Akwa Ibom.
La sede de la diócesis se encuentra en la ciudad de Ikot Ekpene, en donde se halla la Catedral de Santa Ana. En Abak se encuentra la procatedral de San Juan.
En 2021 en la diócesis existían 53 parroquias.

## Historia
La diócesis fue erigida el 1 de marzo de 1963 con la bula Catholicae res del papa Juan XXIII, obteniendo el territorio de la diócesis de Calabar (hoy arquidiócesis). Su primer obispo fue Dominic Ignatius Ekandem, quien en 1976 fue creado cardenal por el papa Pablo VI.
Originariamente sufragánea de la arquidiócesis de Onitsha, el 26 de marzo de 1994 pasó a formar parte de la provincia eclesiástica de Calabar.

## Estadísticas
Según el Anuario Pontificio 2022 la diócesis tenía a fines de 2021 un total de 57 973 fieles bautizados.
| Año                                                                             | Población            | Población | Población      | Sacerdotes | Sacerdotes    | Sacerdotes    | Bautizados por sacerdote | Diáconos permanentes | Religiosos | Religiosos | Parroquias |
| Año                                                                             | Bautizados católicos | Total     | % de católicos | Total      | Clero secular | Clero regular | Bautizados por sacerdote | Diáconos permanentes | Varones    | Mujeres    | Parroquias |
| ------------------------------------------------------------------------------- | -------------------- | --------- | -------------- | ---------- | ------------- | ------------- | ------------------------ | -------------------- | ---------- | ---------- | ---------- |
| 1970                                                                            | 43 000               | 795 806   | 5.4            | 19         | 12            | 7             | 2263                     |                      | 7          | 11         | 13         |
| 1980                                                                            | 75 800               | 1 454 000 | 5.2            | 37         | 28            | 9             | 2048                     | 4                    | 40         | 47         | 13         |
| 1990                                                                            | 92 033               | 1 562 000 | 5.9            | 52         | 49            | 3             | 1769                     |                      | 22         | 79         | 18         |
| 1999                                                                            | 82 177               | 813 748   | 10.1           | 77         | 74            | 3             | 1067                     |                      | 21         | 106        | 30         |
| 2000                                                                            | 84 560               | 836 533   | 10.1           | 74         | 71            | 3             | 1142                     |                      | 12         | 112        | 30         |
| 2001                                                                            | 88 057               | 859 956   | 10.2           | 74         | 71            | 3             | 1189                     |                      | 34         | 115        | 33         |
| 2002                                                                            | 90 258               | 881 454   | 10.2           | 78         | 75            | 3             | 1157                     |                      | 36         | 83         | 33         |
| 2003                                                                            | 94 405               | 899 038   | 10.5           | 78         | 75            | 3             | 1210                     |                      | 34         | 82         | 33         |
| 2004                                                                            | 98 552               | 908 028   | 10.9           | 85         | 82            | 3             | 1159                     |                      | 36         | 89         | 35         |
| 2006                                                                            | 101 373              | 932 308   | 10.9           | 86         | 83            | 3             | 1178                     |                      | 36         | 91         | 36         |
| 2013                                                                            | 121 500              | 1 063 000 | 11.4           | 170        | 117           | 53            | 714                      |                      | 89         | 77         | 43         |
| 2016                                                                            | 131 353              | 1 129 392 | 11.6           | 194        | 128           | 66            | 677                      |                      | 97         | 87         | 51         |
| 2019                                                                            | 60 085               | 1 126 460 | 5.3            | 197        | 127           | 70            | 305                      |                      | 106        | 88         | 53         |
| 2021                                                                            | 57 973               | 1 160 478 | 5.0            | 201        | 128           | 73            | 288                      |                      | 187        | 96         | 53         |
| Fuente: Catholic-Hierarchy, que a su vez toma los datos del Anuario Pontificio. |                      |           |                |            |               |               |                          |                      |            |            |            |

## Episcopologio

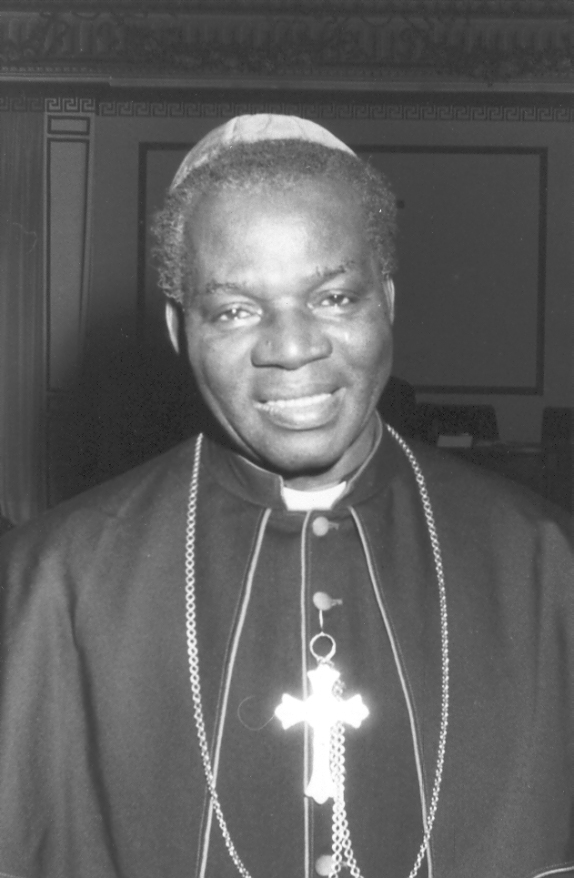
Dominic Ignatius Ekandem, primer obispo de la diócesis de Ikot Ekpene. Fue creado cardenal por el papa Pablo VI en 1976

- Dominic Ignatius Ekandem † (1 de marzo de 1963-19 de junio de 1989 nombrado arzobispo a título personal de Abuya)
- Camillus Archibong Etokudoh (1 de septiembre de 1989-4 de mayo de 2009 nombrado obispo de Port Harcourt)
- Camillus Raymond Umoh, desde el 16 de julio de 2010[4]